# Janggi
Janggi (koreanisch 장기 a, „Koreanisches Schach“), die nationale Schachvariante Koreas, ist ein abstraktes Strategiespiel, bei dem zwei Parteien, Rot und Blau (auch Grün, seltener Schwarz), welche die Han-Dynastie und die Chu-Dynastie repräsentieren, jeweils mit 16 Figuren ihre Armee befehligen. Die Spieler agieren aus der Perspektive eines Oberbefehlshabers (General) der militärische Operationen plant und durchführt, um den gegnerischen General zu fangen. Das Spiel wird vor allem von Menschen koreanischer Ethnie in Südkorea, Nordkorea, China (insbesondere in der koreanischen autonomen Präfektur Yanbian), Japan und anderen Ländern gespielt.
Es ist ein Brettspiel, das auf einem Spielfeld mit 9 mal 10 Linien gespielt wird. Eine Janggi-Partie entwickelt sich rascher als eine FIDE-Schachpartie, da die Blockademöglichkeiten durch die Bauern stark reduziert sind.
Um das Spiel von ähnlichen Brettspielen anderer Länder zu unterscheiden, wird es in Südkorea oft als Koreanisches Janggi (한국장기) bezeichnet, während es in Nordkorea, China und Japan als Chosŏn-Janggi (조선장기) bekannt ist. Manchmal wird es auch Goryeo-Janggi (고려장기) genannt, da es während der Goryeo-Dynastie populär war. Im Oktober 2009 fand in Harbin, China, das erste internationale Janggi-Turnier, die Weltmeisterschaft im Janggi, statt.
Der Begriff „Janggi“ wird in einem breiteren Sinne auch für andere Schachspiele verwendet, die auf dem alten indischen Brettspiel Chaturanga basieren, wie zum Beispiel Schach, Xiangqi (Chinesisches Schach), Shogi (Japanisches Schach) und Makruk (Thailändisches Schach). Diese Spiele haben gemeinsam, dass die Figuren bestimmte Bewegungsmuster haben und das Spiel endet, sobald der gegnerische König oder General gefangen wird. In anderen Ländern werden diese Chaturanga-Abkömmlinge ebenfalls mit landesspezifischen Namen bezeichnet, während im englischsprachigen Raum das koreanische Janggi oft als Korean Chess bezeichnet wird.

## Die Geschichte des Janggi
Es gibt verschiedene Theorien über die Herkunft des Janggi (koreanisches Schach), die sich im Laufe der Geschichte entwickelt haben:
Die allgemein akzeptierte Annahme ist, dass das ursprüngliche Spiel, Chaturanga, im 6. Jahrhundert n. Chr. in Indien entstand und im 8. Jahrhundert nach China gelangte.
Während der Zeit der Han-Kommandaturen (한사군, ca. 2. Jahrhundert v. Chr.) wanderten viele Han-Chinesen nach Korea ein und brachten das Spiel Xiangqi (chin. 象棋), inspiriert vom historischen Chu-Han-Konflikt (초한전), mit. Diese Theorie legt nahe, dass das koreanische Volk das Spiel weiterentwickelte und an die koreanische Kultur anpasste, wodurch es zu dem heutigen Janggi wurde.

### Alternative Theorien
Eine andere, weniger anerkannte Theorie besagt, dass das Janggi schon vor der Zeit von Bukbuyeo (북부여, ein frühes koreanisches Königreich) in Korea existierte. Später wurden die ursprünglichen koreanischen Figuren von den Formen der Balhae- und Silla-Königreiche auf die chinesischen Han- und Chu-Dynastien umgestellt. Die koreanische Volkstradition soll dann nach China gelangt und dort verfälscht worden sein. Diese These wurde jedoch nie als offizielle oder anerkannte Theorie etabliert und wird von den meisten Historikern nicht als plausibel betrachtet.
Eine weitere Theorie ist, dass Janggi seinen Ursprung im alten Indien hat und etwa 2.000 Jahre vor unserer Zeitrechnung nach Asien und Europa verbreitet wurde, wo es sich in Janggi (Ostasien) und Schach (Europa) entwickelte. Eine alternative Ansicht besagt, dass das Spiel während der Song-Dynastie (960–1279 n. Chr.) von China nach Korea gelangte und anschließend leicht verändert wurde, um zu der heutigen Version zu werden.

## Vergleich mit Xiangqi
Janggi leitet sich vom chinesischen Xiangqi ab. Spielfeld und Aufstellung entsprechen denen des Xiangqi, bis auf den fehlenden „Fluss“ in der Mitte. Die Generale beginnen außerdem im Zentrum ihres Palastes statt auf der Grundlinie.
| 將棋, 장기 Janggi-Grundaufstellung | 象棋 Xiangqi-Grundaufstellung |
| ---------------------------------- | ----------------------------- |
|                                    |                               |

## Figuren
Die Spielsteine sind wie im Xiangqi mit chinesischen Schriftzeichen beschriftet, allerdings in einer schwer lesbaren Kursivschrift. Es existieren folgende Steine:
| (blau-)grün | rot | Anmerkungen |
| ----------- | --- | --- |
|             |     | jeweils ein General (König): Han 漢 auf der roten Seite und Cho 楚 auf der grünen Seite Der General darf sich nur innerhalb der 9 Felder seines „Palastes“ bewegen. (Im Palast gibt es zusätzliche diagonale Linien vom Zentrum zu den Ecken.) Sobald sich die Generale direkt gegenüberstehen (ohne eine Figur dazwischen) endet das Spiel mit einem Unentschieden (bitjang). |
|             |     | jeweils zwei Wächter: sa 士 (Beamte) Die Wächter beginnen auf der Grundlinie links und rechts hinter dem General. Sie bewegen sich wie dieser nur im Palast. |
|             |     | jeweils zwei Elefanten: sang 象 Die Elefanten beginnen neben den Wächtern auf der Grundlinie. Elefanten bewegen sich pro Zug ein Feld horizontal/vertikal und danach zwei Felder diagonal in Zugrichtung. |
|             |     | jeweils zwei Pferde: ma 馬 Die Pferde stehen zu Beginn neben den Elefanten. Sie bewegen sich ähnlich wie die Springer im Schach, müssen aber dabei (wie auch die Elefanten) über freie Felder ziehen (1-mal horizontal/vertikal und 1-mal diagonal). |
|             |     | jeweils zwei Streitwagen: cha 車 Die Streitwagen beginnen in den Ecken des Spielfelds. Sie bewegen sich wie die Türme im Schach. |
|             |     | jeweils zwei Kanonen: po 包 Die Kanonen beginnen auf der dritten Linie, vor den Pferden. Sie bewegen sich wie die Streitwagen, jedoch müssen sie dabei über eine andere (eigene oder gegnerische) Figur „springen“, dies darf keine andere Kanone sein. Auch können sie keine Kanonen schlagen.                                                                                |
|             |     | jeweils 5 Soldaten: byeong 兵 („Soldaten“ für die rote Seite) und jol (卒) („Soldaten“ für die grüne Seite) Die Soldaten beginnen auf der vierten Linie des Spielfelds, jeweils mit zwei Feldern Abstand. Sie bewegen sich jeweils ein Feld vor- oder seitwärts. |

Im Palast dürfen Streitwagen, Kanonen und Soldaten auch entlang der diagonalen Linien ziehen.

## Spielende
Das Spiel endet mit einem „Schach-Matt“, wenn sich ein General nicht aus einer Bedrohung (janggun) befreien kann (eine gelungene Befreiung heißt meonggun). Wenn keine legalen Züge möglich sind, gibt es ein Unentschieden. Ein illegaler Zug wäre etwa einer, der zu einem bitjang führt (siehe oben) oder die Wiederholung eines früheren Zuges.

## Janggi-Organisationen

### Korean Janggi Association
|Die Korean Janggi Association wurde im Jahr 1956 gegründet, hat ihren Hauptsitz in Seoul und weitere Regionalverbände in sämtlichen Provinzen Südkoreas. In dem Verband waren im Jahr 2020 mehr als 1,2 Millionen Spieler und Spielerinnen organisiert. Im Jahr 2020 gab es insgesamt 167 aktive professionelle Janggispieler innerhalb der Korean Janggi Association.

### European Janggi Federation
Die European Janggi Federation wurde im März 2019 in Wien gegründet. Nur wenige Monate später, im Oktober 2019, fand die erste Janggi-Europameisterschaft in Hamburg statt.
Fußnote